# Grândola e Santa Margarida da Serra
Grândola e Santa Margarida da Serra (llamada oficialmente União das Freguesias de Grândola e Santa Margarida da Serra) es una freguesia portuguesa del municipio de Grândola, distrito de Santarém.

## Historia
Fue creada el 28 de enero de 2013 en aplicación de una resolución de la Asamblea de la República de Portugal promulgada el 16 de enero de 2013 con la unión de las freguesias de Grândola y Santa Margarida da Serra, pasando su sede a estar situada en la antigua freguesia de Grândola.

## Demografía
| Gráfica de evolución demográfica de Grândola e Santa Margarida da Serra entre 2011 y 2021 |
|                                                                                           |
| Datos según el nomenclátor publicado por el INE portugués.                                |